# Vasilikí (ort i Grekland, Thessalien)
Vasilikí är en ort i Grekland. Den ligger i prefekturen Trikala och regionen Thessalien, i den centrala delen av landet, 250 km nordväst om huvudstaden Aten. Vasilikí ligger 195 meter över havet och antalet invånare är 1 388.
Terrängen runt Vasilikí är kuperad norrut, men söderut är den platt. Terrängen runt Vasilikí sluttar söderut. Runt Vasilikí är det tätbefolkat, med 735 invånare per kvadratkilometer. Närmaste större samhälle är Trikala, 10,9 km sydost om Vasilikí. Trakten runt Vasilikí består till största delen av jordbruksmark.